# Deportation der dänischen Polizisten
Die Deportation der dänischen Polizisten in deutsche Konzentrationslager erfolgte 1944 nach der Entwaffnung und Auflösung der dänischen Polizei (Operation Möwe am 19. September). Dabei wurden in mehreren Transporten 1960 inhaftierte dänische Polizisten zunächst in das KZ Neuengamme und dann weiter in das KZ Buchenwald deportiert.

## Deportation
Da die dänische Polizei nach deutscher Ansicht nicht hart genug gegen den dänischen Widerstand vorging und Hitler befürchtete, dass deren Mitglieder – wie bei der Pariser Polizei geschehen – mehrheitlich die Fronten wechseln könnten, wurde diese im Rahmen der militärischen Aktion Möwe am 19. September 1944 entwaffnet, aufgelöst und die Polizisten teilweise inhaftiert. Der dänische Freiheitsrat rief aus diesem Grund am gleichen Tag zum Generalstreik auf.
Am 20. September 1944 wurden 1480 Polizisten aus Kopenhagen auf das bereitstehende Schiff Cometa gebracht und über Lübeck ins KZ Neuengamme gebracht. In Seeland wurden die Inhaftierten zunächst ins Vestre-Gefängnis und dann von Gedser mit der Fähre nach Warnemünde und von dort nach Neuengamme transportiert. 287 Polizisten aus Fünen und Jütland kamen zunächst ins Internierungslager Frøslev und über Harrislee nach Neuengamme.
Die Führungskräfte der dänischen und Kopenhagener Polizei wurden als Ehrenhäftlinge im Gestapohauptquartier im Shellhaus festgehalten. 251 Grenzschutzpolizisten kamen nach Frøslev und wurden am 5. Oktober nach Deutschland gebracht.

## In deutschen Lagern

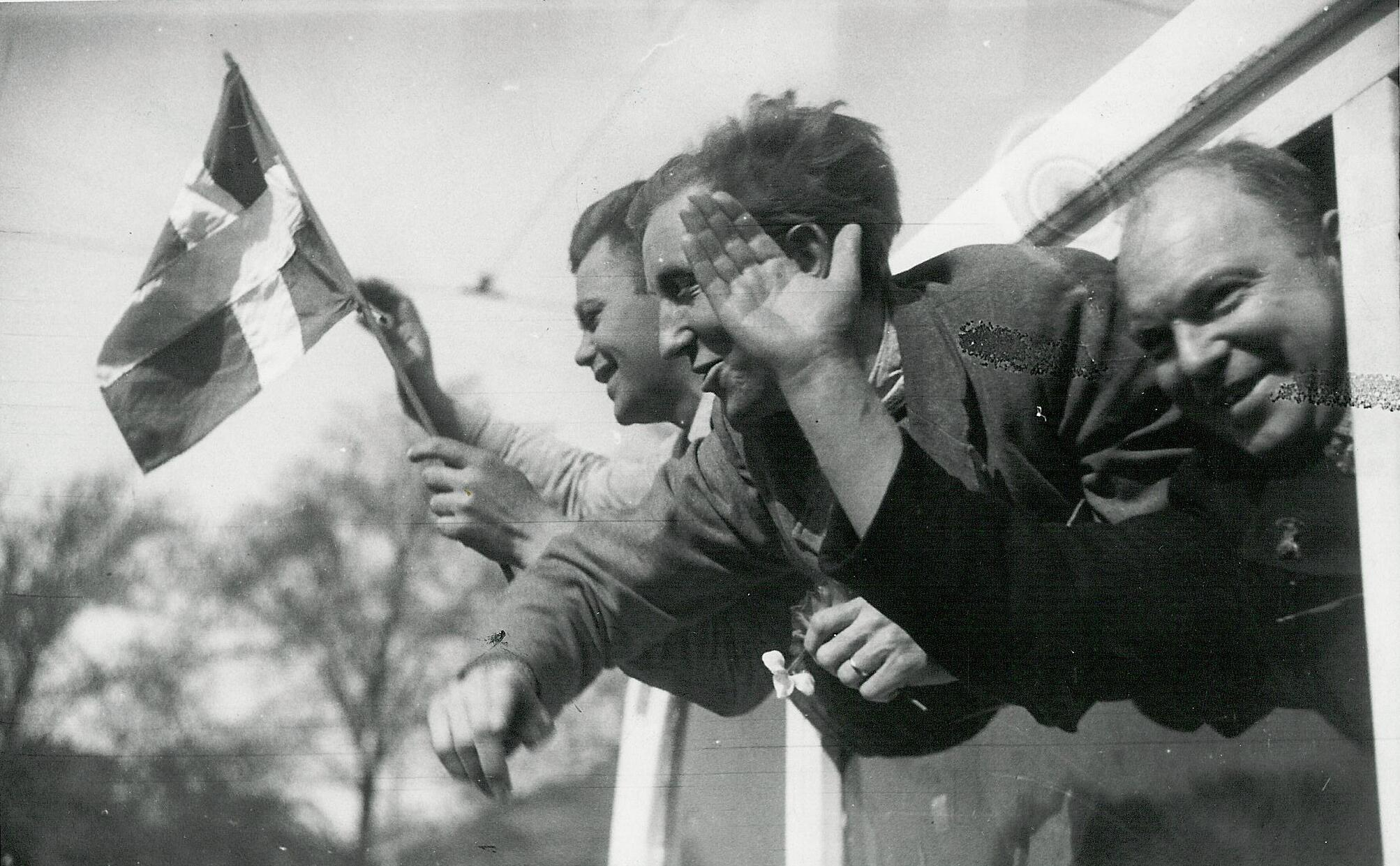
Dänische Polizisten auf dem Weg nach Schweden, 1945

Ende September wurden 1943 Polizisten in das "Kleine Lager" im KZ Buchenwald gebracht. Auf Intervention der dänischen Behörden erhielten sie aus Dänemark Lebensmittel und Bekleidung. Es starben 60 Polizisten – zum größten Teil an den Folgen einer Scharlachepidemie.
Ab Dezember wurden die Polizisten nach Verhandlungen der dänischen Behörden als Zivilinternierte mit Kriegsgefangenen angenähertem Status behandelt und 211 Kranke nach Dänemark ins Internierungslager Frøslev gebracht. Am 17. und 18. Dezember wurden die Anderen in das Kriegsgefangenenlager Stalag IV B in Mühlberg an der Elbe verlegt, wo sie im Rahmen der von Folke Bernadotte arrangierten Rettungsaktion der Weißen Busse im April 1945 abgeholt und nach Schweden gebracht wurden. Nach Matthias Bath kamen 78 Polizisten und 39 Grenzpolizisten zu Tode und 268 trugen schwere gesundheitliche Schäden davon.

## Juristische Aufarbeitung
Das Verbrechen wurde beim Nürnberger Prozess gegen die Hauptkriegsverbrecher und beim Großen Kopenhagener Kriegsverbrecherprozess behandelt.